# Eberhard van der Laan
Eberhard Edzard van der Laan (ur. 28 czerwca 1955 w Lejdzie, zm. 5 października 2017 w Amsterdamie) – holenderski polityk, prawnik i samorządowiec, w latach 2008–2010 minister ds. mieszkalnictwa, wspólnot i integracji, od 2010 do 2017 burmistrz Amsterdamu.

## Życiorys
Ukończył studia prawnicze na Vrije Universiteit Amsterdam (1983). Został działaczem Partii Pracy (PvdA). Na początku lat 80. był asystentem jednego z członków zarządu miasta w Amsterdamie. W 1984 podjął praktykę w zawodzie adwokata.
W latach 1990–1998 zasiadał w radzie miejskiej Amsterdamu, od 1993 kierował frakcją radnych PvdA. Od listopada 2008 do lutego 2010 sprawował urząd ministra ds. mieszkalnictwa, wspólnot i integracji w czwartym rządzie Jana Petera Balkenende. W lipcu 2010 objął stanowisko burmistrza Amsterdamu. W styczniu 2017 zdiagnozowano u niego nowotwór płuc. We wrześniu tegoż roku Eberhard van der Laan ustąpił ze stanowiska, ujawniając, że jego choroba jest nieuleczalna. Zmarł 5 października 2017.
Odznaczony Orderem Oranje-Nassau IV klasy (2010).